# Joachim Gauck
Joachim Gauck (Rostock, 24 januari 1940) is een partijloze Duitse politicus, protestantse dominee, en voormalig anti-communistische mensenrechtenactivist in de DDR.
Tussen 2012 en 2017 was hij de elfde Bondspresident van Duitsland.

## Maatschappelijk profiel
Als zoon van een overlevende van een Siberisch goelag werd Gaucks politieke leven sterk beïnvloed door het lijden van zijn eigen familie en zijn opvoeding in het totalitaire communistische regime van de DDR.
Met andere dissidente kopstukken en staatslieden als Vaclav Havel was Gauck een van de grondleggers en ondertekenaars van zowel de  Verklaring van Praag over het Europese geweten en het Communisme (2008), als de Verklaring over de misdaden van het Communisme (2010), die oproepen tot veroordeling van het communisme, educatie over door deze ideologie geïnspireerde misdaden en het bestraffen van communistische misdadigers. 
Het Europees Parlement gaf in aansluiting hierop de aanzet tot het uitroepen van de 23ste augustus tot de Europese Dag tot herdenking van de slachtoffers van Stalinisme en Nazisme’’.
Gauck heeft geschreven over de concentratiekampen tijdens het Sovjet-tijdperk, de misdaden van het communisme, en de politieke onderdrukking in de DDR. Hij zette kanttekeningen bij het negeren door politiek links van de communistische misdaden.
Gauck is lid van de Atlantik-Brücke, een organisatie ter bevordering van de Duits-Amerikaanse vriendschap. Hij is ook voorzitter van Gegen vergessen - Für Demokratie, een organisatie die pleit voor democratie en strijdt tegen links- en rechts-extremisme, en die bevordert om in het reine te komen met de erfenis van de twee totalitaire regimes in de Duitse geschiedenis, Hij stond ook achter de NAVO-bombardementen in 1999 in Joegoslavië om de Servische wreedheden in Kosovo te beëindigen. Ook steunt hij de Duitse militaire aanwezigheid in Afghanistan. Hij is een voorstander van de vrije markt-economie en staat sceptisch tegenover de Occupybeweging. 
Hoewel hij verscheidene opvattingen van de SPD-politicus Thilo Sarrazin bekritiseerde, prees hij diens moed om het debat over de immigratieproblematiek te openen. Voorts steunt hij het project Bund der Vertriebenen, dat in Berlijn een Centrum voor Verdrevenen wil stichten om de belangen te behartigen van Duitsers, die moesten vluchten uit delen van Centraal en Oost-Europa, dan wel daar na de Tweede Wereldoorlog werden verdreven.
The Independent beschreef hem ooit als het antwoord van Duitsland op Nelson Mandela. Ter gelegenheid van zijn 70ste verjaardag kenschetste bondskanselier Angela Merkel hem als een "echte leraar van de democratie" en een "onvermoeibare voorvechter van vrijheid, democratie en rechtvaardigheid".

## Leven in de DDR
Joachim Gauck werd geboren in een familie van zeelieden in Rostock. Zijn vader was een ervaren kapitein en marine-officier, die na de Tweede Wereldoorlog werkte als inspecteur op een scheepswerf. De familie Gauck werd spoedig slachtoffer van de Sovjet-vervolging onder het DDR-regime. In 1951 werd Gaucks vader na beschuldiging van spionage gearresteerd door de Sovjet-bezetters. Hij werd gedeporteerd naar een concentratiekamp in Siberië, waar hij ernstig werd mishandeld. Drie jaar lang hoorde de familie niets over hem, ook niet of hij nog leefde. In 1955 kwam zijn vader vrij, nadat bondskanselier Adenauer tijdens een staatsbezoek aan Moskou had onderhandeld over de vrijlating van politieke gevangenen. 
Volgens Joachim Gauck werden zijn politieke activiteiten geïnspireerd door de beproevingen van zijn vader. Al op school in de DDR maakte hij geen geheim van zijn anti-communistische instelling en weigerde hij standvastig zich aan te sluiten bij de communistische jeugdbeweging. Hij wilde journalist worden, maar omdat hij geen lid van de communistische partij was, werd hij niet toegelaten om journalistiek te studeren. In plaats daarvan werd hij predikant aan de Protestantse Kerk in Mecklenburg. Vanwege de vijandigheid van het communistische regime jegens de kerk ondervond hij veel moeilijkheden bij zijn pastorale werk. Jarenlang werd hij in de gaten gehouden en lastiggevallen door de staatsveiligheidsdienst Stasi.

## Carrière tijdens en na deWende(1989 - heden)
Gauck werd in 1989 verkozen tot woordvoerder van de democratische oppositiebeweging, Neues Forum. Hij nam ook deel aan grote demonstraties tegen de communisten. Bij de vrije verkiezingen op 18 maart 1990, werd hij gekozen in de Volkskammer van de DDR, als vertegenwoordiger van de Bündnis 90, bestaande uit Neues Forum, Demokratie Jetzt en Initiative Frieden und Menschenrechte, wat hij bleef tot de ontbinding van de DDR in oktober 1990. Op 2 oktober 1990 werd hij door de Volkskammer benoemd tot vertegenwoordiger, speciaal belast met het beheer en onderzoek van (Stasi)-archieven. 
Een dag later - na de ontbinding van de DDR werd de benoeming tot Bundesbeauftragte für die Stasi-Unterlagen door president Richard von Weizsäcker en bondskanselier Helmut Kohl namens de federale regering bekrachtigd. Als zodanig werd hij verantwoordelijk voor de archieven van de Stasi ( zie ook Gauck-Behörde), en belast met het onderzoek naar communistische misdaden. Hij vervulde deze functie tot 2000, toen hij werd opgevolgd door Marianne Birthler.
Gauck diende als lid van de Bondsdag, het Duitse parlement, van 3 tot 4 oktober 1990 (als zodanig aangewezen door de Volkskammer, die - als onderdeel van het herenigingsproces - het recht kreeg om een bepaald aantal parlementsleden te benoemen). Vanwege zijn benoeming tot 'Sonderbeauftragte' van de federale regering trad hij echter onmiddellijk terug. Hierdoor werd hij het kortst zitting-hebbend parlementslid van Duitsland ooit.
Hij weigerde de functie van voorzitter van de Bundeszentrale für politische Bildung, evenals de kandidatuur van parlementslid voor de SPD. In 1998 leverde hij met het schrijven van een extra hoofdstuk over de Duitse Democratische Republiek een bijdrage aan de Duitse uitgave van Zwartboek van het communisme.
In 2007 werd Joachim Gauck uitgenodigd om de belangrijkste toespraak te houden tijdens een ceremonie in de Landdag van de deelstaat Saksen ter herinnering aan de Duitse Hereniging en de val van het communistische regime. Alle partijen namen hieraan deel met uitzondering van Die Linke, de opvolger van de communistische SED, waarvan de leden wegliepen uit protest tegen het feit dat Gauck deze toespraak hield. Gauck staat achter het observeren van ‘Die Linke’ door het Federale Bureau voor de bescherming van de grondwet en de staatsorganen.

## Kandidatuur Bondspresidentschap
In 1999 noemden stemmen binnen de Beierse CSU Gauck een mogelijke conservatieve presidentskandidaat als tegenhanger van de SPD-minister-president van Noordrijn-Westfalen, Johannes Rau. In de daaropvolgende jaren werd zijn naam ook genoemd als een mogelijke kandidaat voor CDU/CSU en de FDP.

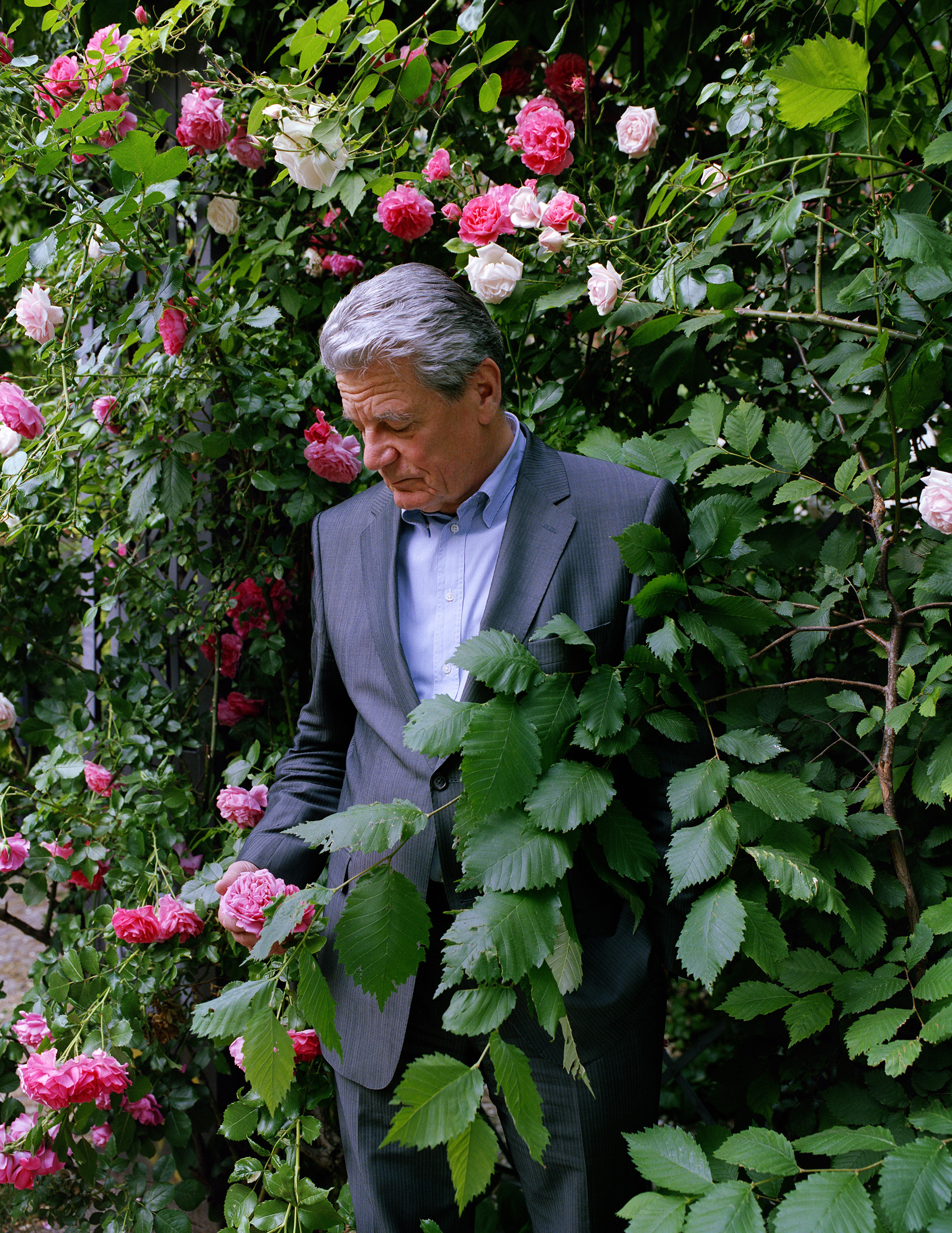
Joachim Gauck gefotografeerd door Oliver Mark, Berlijn 2010

In 2010 werd Gauck als kandidaat van de SPD en de Groenen voor de functie van bondspresident voorgedragen, maar toen verloor hij bij de stemming in de Bondsdag nipt van Christian Wulff, de toenmalige kandidaat van de regeringscoalitie. Zijn kandidatuur vond destijds sterke weerklank bij de bevolking. Der Spiegel beschreef hem als ‘de betere voorzitter.’ en Bild noemde hem 'de kandidaat van de harten'. Ook kreeg Gauck de bijnaam 'Opa-Obama'.
Na Wulffs aftreden, 17 februari 2012, was er de politieke partijen veel aan gelegen een gezamenlijke kandidaat te vinden, die het beschadigde imago van de politiek kon opvijzelen. Met de steun van CDU, CSU, FDP, SPD en Groenen had Gauck de overgrote meerderheid in de Bundesversammlung, het kiescollege dat de president kiest.
Hoewel Gauck zeer populair is, kreeg hij na zijn kandidaatstelling uit verschillende hoeken toch kritiek te verduren vanwege zijn uitgesproken standpunten. Zo liet hij zich bijvoorbeeld kritisch uit over de Occupybeweging en Wikileaks.

## Bondspresidentschap
Op zondag 18 maart 2012 werd Gauck door de Bondsvergadering gekozen tot bondspresident. Hij kreeg 991 van de 1228 stemmen. Die Linke-kandidaat Beate Klarsfeld kreeg 126 stemmen, drie meer dan het aantal van 123 Die Linke-afgevaardigden is in de Bondsvergadering, het orgaan dat de president kiest. De kandidaat van de NPD, Olaf Rose, kreeg 3 stemmen. Er waren 108 onthoudingen. Niet bekend is wie van de leden uit de partijen die Gauck nomineerden - CDU, CSU, FDP, SPD en Groenen - niet op hem hebben gestemd, omdat de stemming geheim is.
Op 5 mei 2012 voerde Gauck, als eerste Duitser in de geschiedenis, het woord tijdens de Nationale Viering van de Nederlandse Bevrijding. Daarbij noemde hij met name de Februaristaking van 1941 als een gebeurtenis in de Tweede Wereldoorlog die nog steeds als voorbeeld kan dienen. Gauck was als eerste buitenlandse staatshoofd die dag met koningin Beatrix ook aanwezig bij het Bevrijdingsconcert aan de Amstel in Amsterdam.
In juni 2016 kondigde Gauck aan geen kandidaat te zijn voor een tweede ambtstermijn. Kort voor zijn afscheid in 2017 werd hij gedecoreerd als Ridder Grootkruis in de Orde van de Nederlandse Leeuw.
Na zijn presidentschap was Gauck nog steeds actief in binnen- en buitenland, onder meer om Duitsland te vertegenwoordigen. Op 22 januari 2020 sprak hij de 'Nooit Meer Auschwitz'-lezing uit in Amsterdam, waar hij zijn eigen ervaringen met de Tweede Wereldoorlog en de Sjoa aanhaalde. Ook ontving hij Annetje Fels Kupferschmidt Onderscheiding uit handen van voorzitter Jacques Grishaver van het Nederlands Auschwitz Comité.

## Privéleven
Gauck heeft uit zijn in 1959 gesloten huwelijk met zijn vrouw Gerhild vier kinderen, van wie er drie in de jaren 80 naar de Bondsrepubliek verhuisden. Gauck leeft sinds 1991 gescheiden van zijn vrouw; er is geen echtscheiding uitgesproken. Gerhild Gauck woont tegenwoordig in Rostock. Sinds 2000 heeft Joachim Gauck een relatie met de Duitse journaliste Daniela Schadt.